# Dơi chó tai ngắn
Cynopterus brachyotis (tên tiếng Anh: Dơi chó tai ngắn) là một loài động vật có vú trong họ Dơi quạ, bộ Dơi. Loài này được Müller mô tả năm 1838.
Loài dơi này sinh sống ở Nam Á và Đông Nam Á. Chúng ăn trái cây.

## Hình ảnh

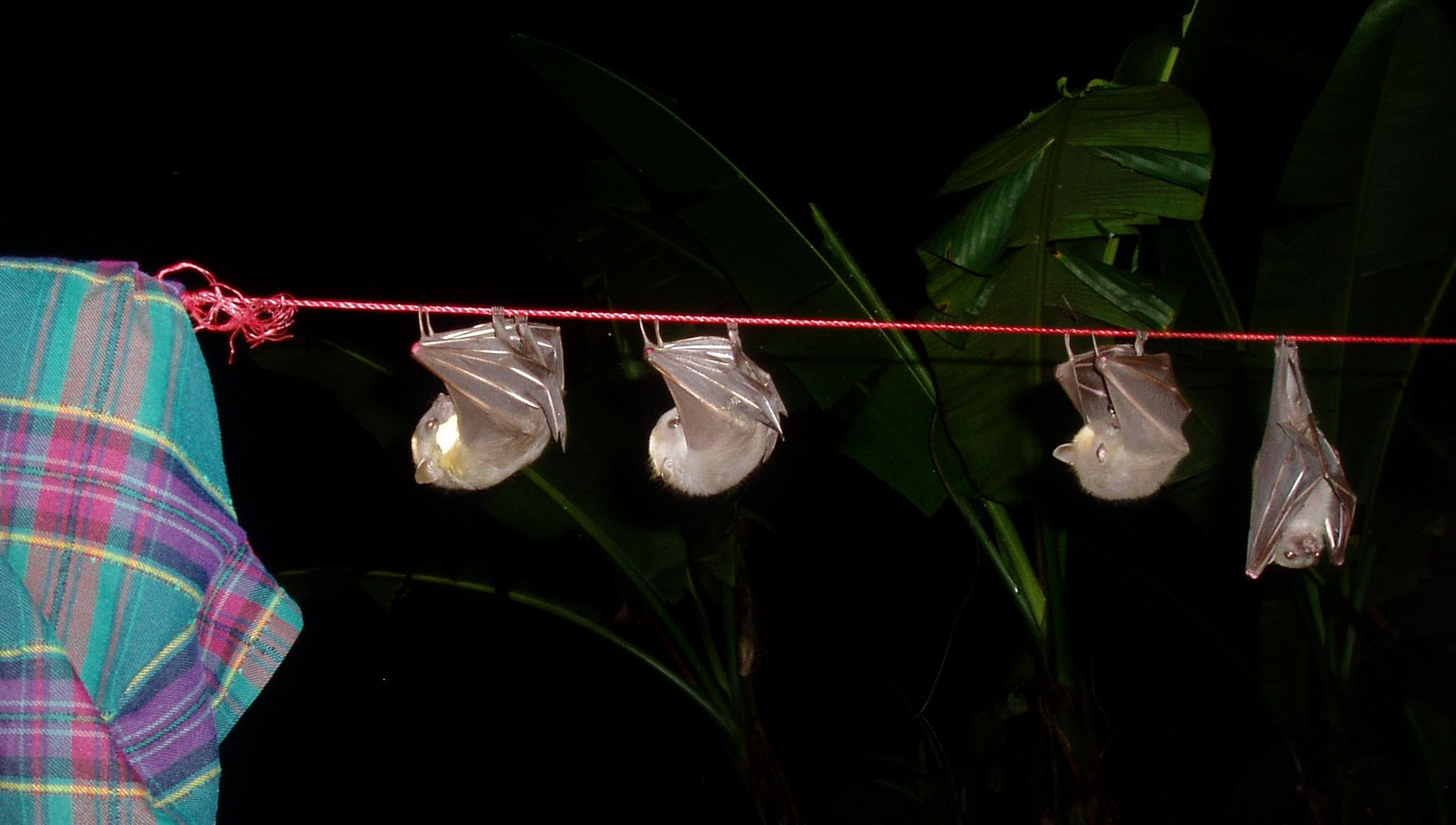
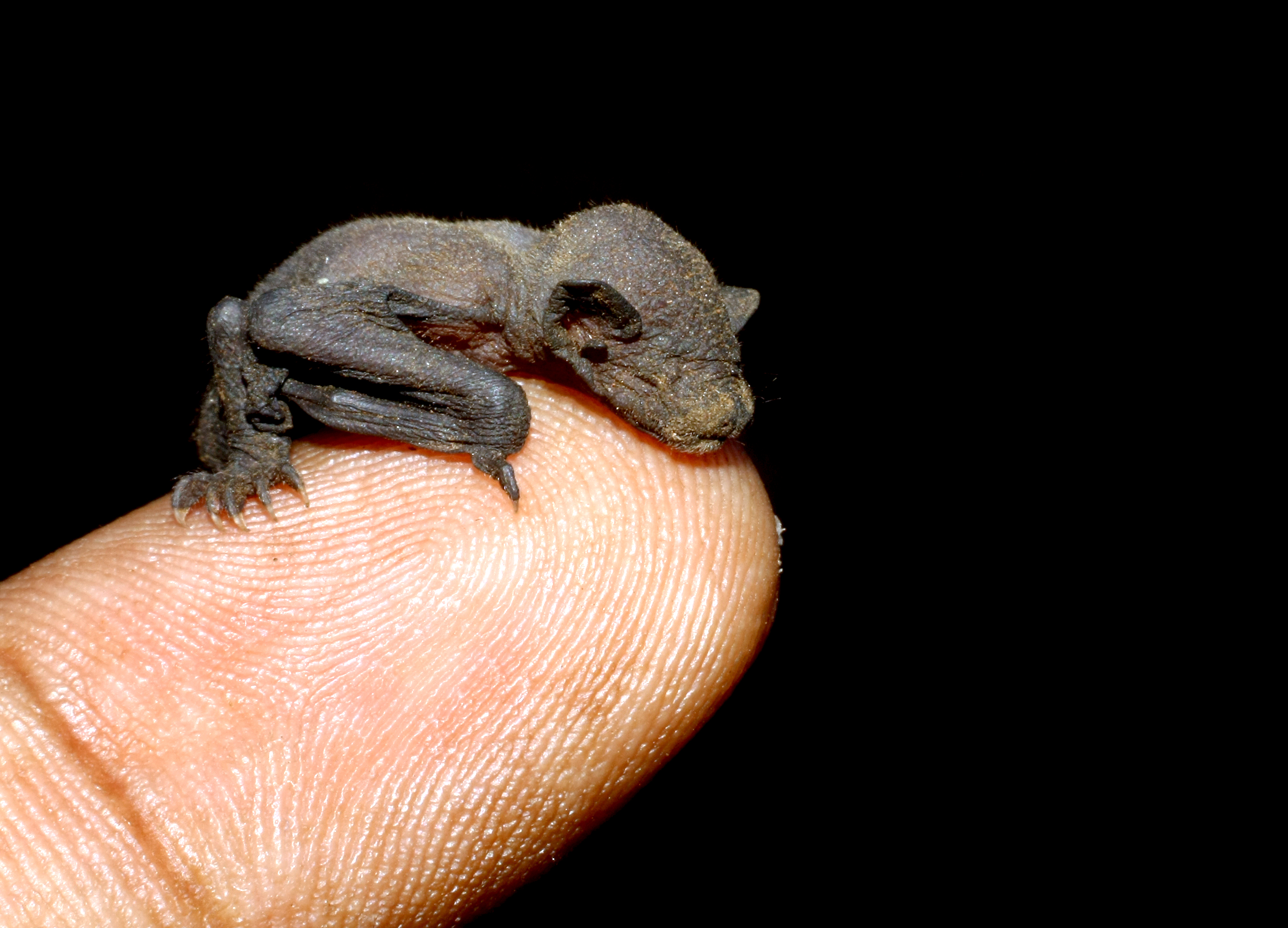
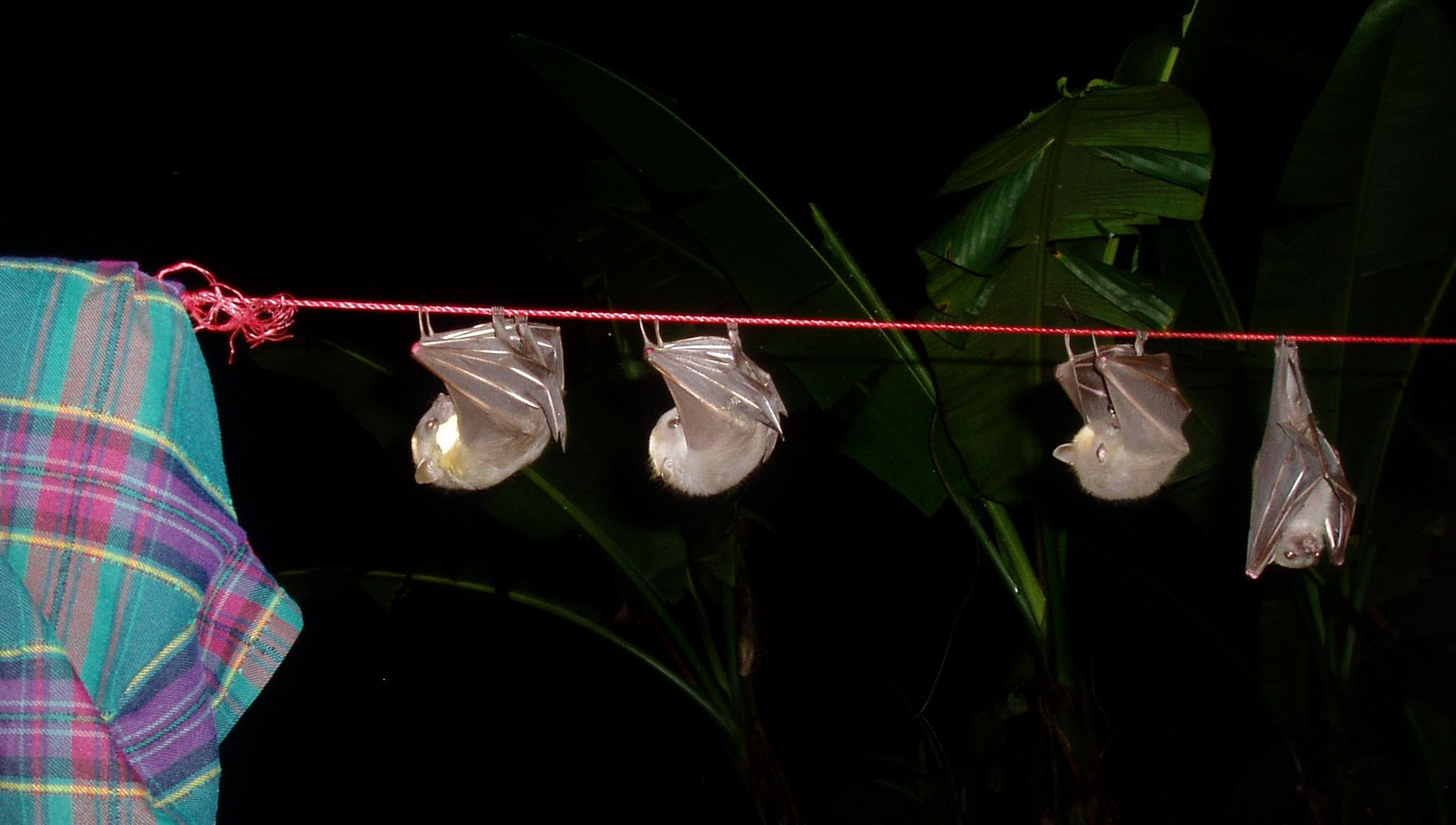
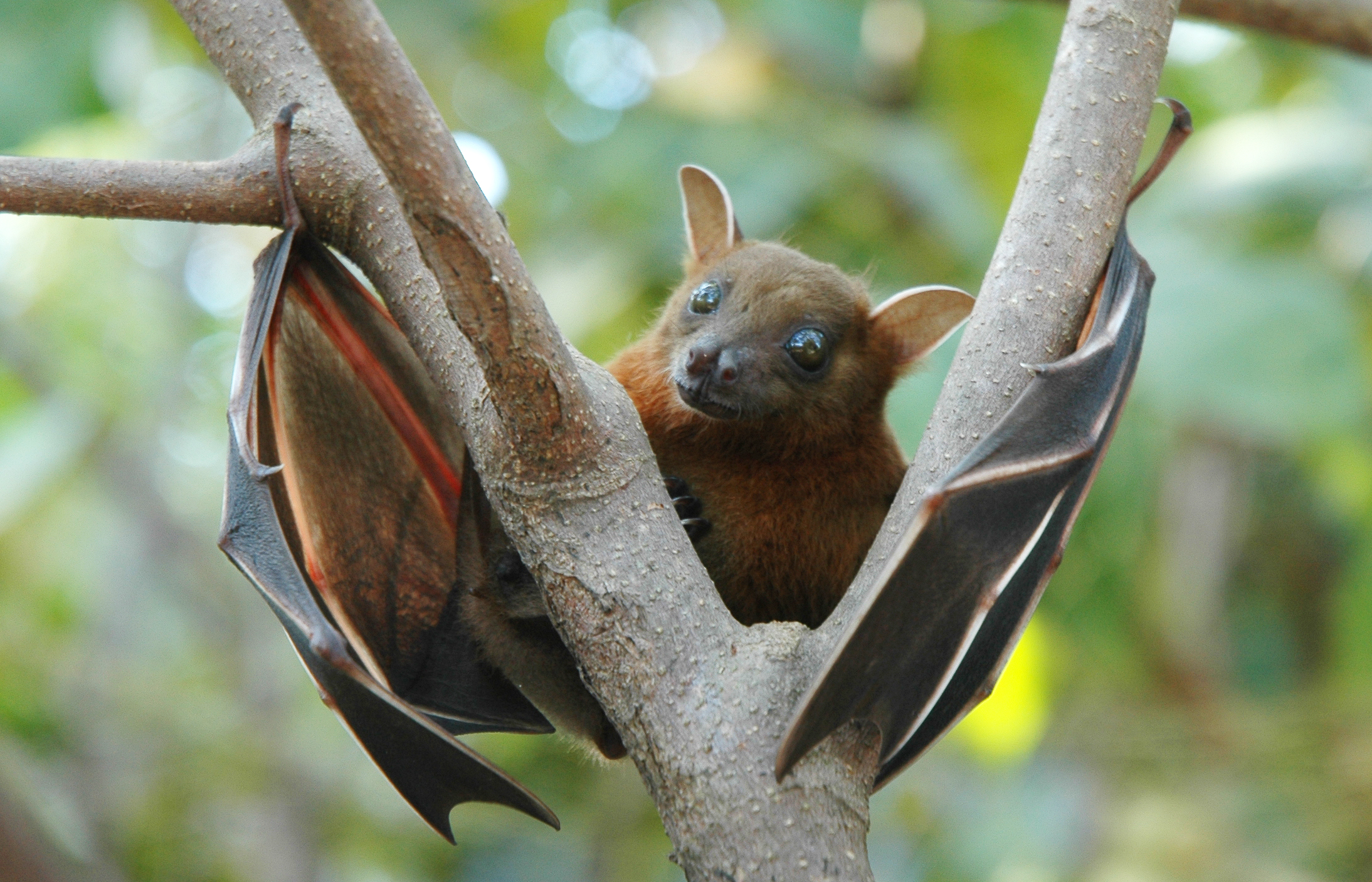
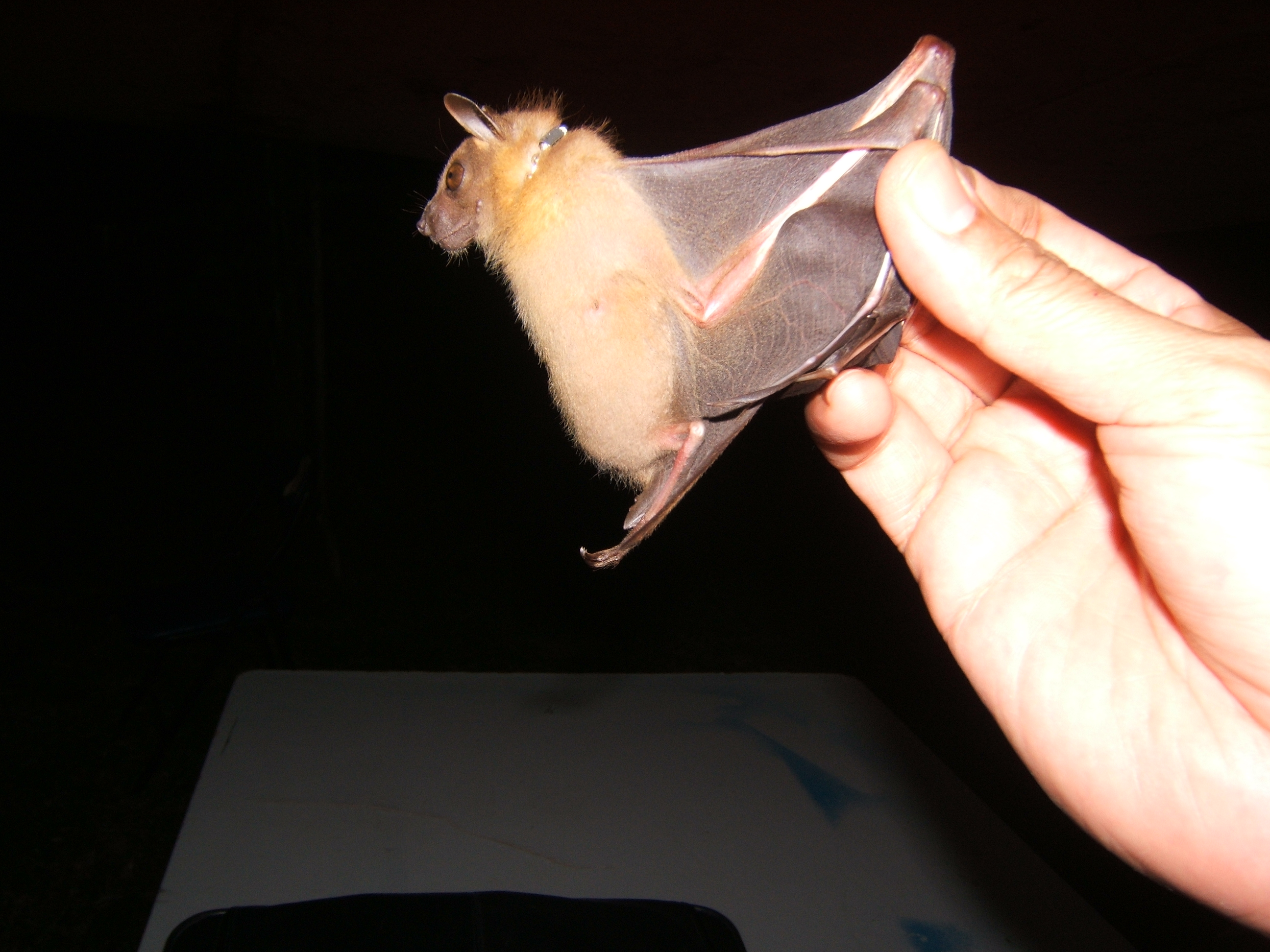